# 염화 수소
염화 수소(鹽化水素, Hydrogen chloride, 화학식: HCl)는 상온, 상압에서 무색의 유독한 기체이다. 염화 수소의 분자식 HCl은 흔히 염산을 가리킨다. 산의 종류로 특징에 제일 관여하는 것은 수소 이온이다. 또한 염화 수소는 중화 반응을 설명할 때 가장 자주 사용하는 산의 종류이며, 염기의 수산화 나트륨(水酸化[독일어]Natrium, sodium hydroxide)과 결합하는 것으로 표현된다.

## 물리적 성질
염화 수소는 염소 원자와 수소 원자가 공유 결합한 화합물이다. 염소 원자의 전기음성도는 수소보다 훨씬 커서 염화 수소 분자는 강한 극성을 띤다. 이로 인해 염화 수소는 물에 잘 용해되는데, 그 수용액이 염산이다. 염산은 가장 널리 이용되는 강한 산 중의 하나이다.
한편 염화 수소는 메탄올, 벤젠, 에테르와 같은 다른 용매에도 잘 용해되며, 이 용액들도 여러 화학 반응에 대해 산-촉매 역할을 수행한다. 이렇듯 염화 수소는 산의 특성을 강하게 지니므로, 인체에 매우 유해하며 습한 환경에서는 습기에 염화 수소가 녹아 염산이 생성될 수 있으므로 주의해야 한다.

## 제법

### 만하임 공정
염화 나트륨과 황산을 반응시켜서 얻는 방법이 있다. 이것이 만하임 공정이다.
2 NaCl  +  H2SO4  →  Na2SO4  +  2 HCl

### 공업적 제법
공업적으로는 전기 분해에서 발생한 수소와 염소를 직접 반응시켜 얻는다.
H2 + Cl2 = 2 HCl

### 그 밖에 발생
그 밖에도 염화 수소가 발생하는 반응은 매우 많다. 유기 화합물을 염화시키는 데에 주로 많이 이용된다. 예로 클로로벤젠의 생성을 들 수 있다.
Ph-H + Cl-Cl → Ph-Cl + HCl

## 같이 보기
- 위산 (소화계)
- 염화 이온
- 브로민화 수소
- 염산염

## 참고 자료
1. ↑  “hydrogen chloride (CHEBI:17883)”. 《Chemical Entities of Biological Interest (ChEBI)》. UK: European Bioinformatics Institute.
2. ↑  Haynes, William M. (2010), 《Handbook of Chemistry and Physics》 91판, Boca Raton, Florida, USA: CRC Press, 4–67쪽, ISBN 978-1-43982077-3
3. ↑  Hydrogen Chloride. Gas Encyclopaedia. Air Liquide
4. ↑  Tipping, E.(2002) . Cambridge University Press, 2004.
5. ↑  Trummal, A.; Lipping, L.; Kaljurand, I.; Koppel, I. A.; Leito, I. "Acidity of Strong Acids in Water and Dimethyl Sulfoxide"  J. Phys. Chem. A. 2016, 120, 3663-3669. doi:10.1021/acs.jpca.6b02253
6. 1 2  “Hydrogen chloride”. 《Immediately Dangerous to Life and Health Concentrations (IDLH)》. National Institute for Occupational Safety and Health (NIOSH).
7. 1 2 3  NIOSH Pocket Guide to Chemical Hazards. “#0332”. 미국 국립 직업안전위생연구소 (NIOSH).
8. ↑  Riegel's Handbook of Industrial Chemistry, Emil Raymond Riegel, 436쪽, http://books.google.com/books?id=j3AwCqvqIzEC&pg=PA435&lpg=PA435&dq=%22Mannheim+process%22&source=web&ots=3T6sNwkXdQ&sig=vL8OHJEGoz3zc9QRBMFY7ZdxYfM#PPA436,M1
9. ↑   김봉래, 이순영, 심중섭 저, 〈완자 화학I 2권〉, 비상, 244쪽.